# Grauingen
Grauingen is een plaats en voormalige gemeente in de Duitse deelstaat Saksen-Anhalt, en maakt deel uit van de Landkreis Börde.
Grauingen telt 153 inwoners.